# János Damjanich
János Damjanich (Jovan Damjanić / Јован Дамјанић en serbe) (1804-1849) est un général hongrois d'origine serbe. Héros national pour les Hongrois et traître pour les Serbes.

## Biographie
Lors de révolution hongroise de 1848, il commande les Honveds, gagne à Lagerndorf et à Alibunar puis, dans la campagne suivante, à Waitzens et à Nagysarlo. Il contribue à débloquer Komorn, mais, chargé de défendre la forteresse d'Arad doit la rendre aux Russes après la déroute de Vilagos.
Livré aux Autrichiens, il est pendu. Il est l'un des treize martyrs d'Arad.